# بارسوفو (هانتي-مانسيجا)
بارسوفو (بالروسية: Барсово) هي مدينة في مقاطعة أوكروغ خانتي - مانسي الذاتية في روسيا.
يبلغ عدد سكانها حوالي 5502  نسمة.